# Rivière du Riz
Die Rivière du Riz ist ein kurzer Fluss im Westen der Insel Mahé der Seychellen.

## Geographie
Die Rivière du Riz entspringt an den westlichen Ausläufern des Morne-Seychellois-Massivs im Gebiet von Port Glaud und im Gebiet des Morne-Seychellois-Nationalparks. Er verläuft steil nach Westen und mündet nach kurzem Verlauf am Cape Ternay in die Anse du Riz.